# Бьяр, Жерар
Жерар Бьяр (фр. Gérard Biard; род. 4 августа 1959, Париж) — французский журналист, активист и общественный деятель. Главный редактор сатирического журнала «Charlie Hebdo».
Для «Charlie Hebdo» пишет с 1992 года.
Ярый сторонник секуляризма, критикует радикальных мусульман, христиан, ярый противник чадры и женщин, ее носящих. Также является соучредителем и одним из трёх представителей сети Zéromacho вместе с Патриком Жаном и Фредом Робертом. Эта организация, состоящая исключительно из мужчин, борется с проституцией. В колонках «Charlie Hebdo» Бьяр выступает против искусственного оплодотворения и суррогатного материнства.